# Diócesis de Ipiales
La diócesis de Ipiales (en latín: Dioecesis Ipialensis) es una circunscripción eclesiástica de la Iglesia católica en Colombia. Se trata de una diócesis latina, sufragánea de la arquidiócesis de Popayán. Desde el 3 de febrero de 2018 su obispo es José Saúl Grisales Grisales.

## Territorio y organización

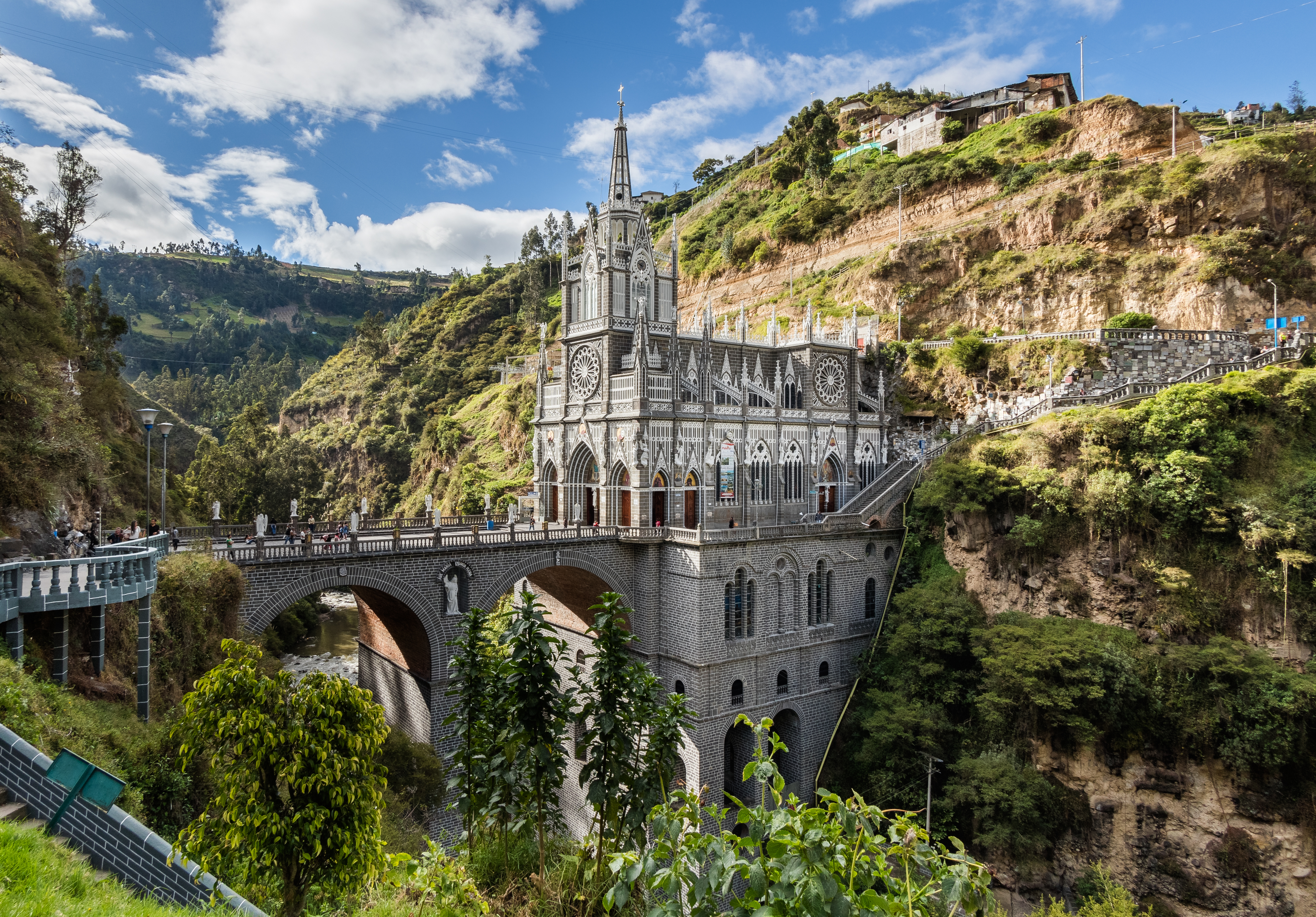
Santuario de Nuestra Señora del Rosario de Las Lajas, en Ipiales

La diócesis tiene 11 089 km² y extiende su jurisdicción sobre los fieles católicos de rito latino residentes en 27 municipios del departamento de Nariño: Aldana, Ancuya, Cuaspud, Contadero, Córdoba, Cumbal, Cumbitara, Guachucal, Guaitarilla, Gualmatán, Iles, Imués, Ipiales (excepto el corregimiento de El Empalme que pertenece a la diócesis de Mocoa-Sibundoy), La Llanada, Linares, Los Andes, Mallama, Ospina, Potosí, Providencia, Puerres, Pupiales, Ricaurte, Samaniego, Santacruz, Sapuyes y Túquerres.
Limita al norte y este con la diócesis de Pasto, al noroeste con la diócesis de Tumaco, al sureste con la diócesis de Mocoa-Sibundoy en el departamento del Putumayo, al suroeste con la provincia eclesiástica Quito, y la arquidiócesis de Quito a la cual pertenece la diócesis de Tulcán, y el sur con el vicariato apostólico de San Miguel de Sucumbíos, en la República del Ecuador.
La sede de la diócesis se encuentra en la ciudad de Ipiales, en donde se halla la Catedral de San Pedro Mártir y el santuario de Nuestra Señora del Rosario de Las Lajas (a 7 km de la ciudad).
En 2021 en la diócesis existían 47 parroquias agrupadas en 5 vicarías: Nuestra Señora de las Lajas, Espíritu Santo, San José, San Juan María Vianney y San Juan Bautista.
| Vicaría                       | Parroquias                        | Ubicación                                     |
| 1 Nuestra Señora de las Lajas | 1 San Pedro Mártir - La Catedral  | Ipiales                                       |
| 1 Nuestra Señora de las Lajas | 2 Medalla Milagrosa               | Ipiales                                       |
| 1 Nuestra Señora de las Lajas | 3 Nuestro Señor de Los Milagros   | B. Centenario - Ipiales                       |
| 1 Nuestra Señora de las Lajas | 4 Nuestra Señora de Las Lajas     | Corregimiento Las Lajas - Ipiales             |
| 1 Nuestra Señora de las Lajas | 5 Nuestra Señora de Los Dolores   | B. San Felipe - Ipiales                       |
| 1 Nuestra Señora de las Lajas | 6 Nuestra Señora de Las Mercedes  | B. Puenes - Ipiales                           |
| 1 Nuestra Señora de las Lajas | 7 Niño Jesús                      | B. El Manzano - Ipiales                       |
| 1 Nuestra Señora de las Lajas | 8 Cristo Rey                      | B. Balcones de la Frontera - Ipiales          |
|                               |                                   |                                               |
| 2 Espíritu Santo              | 1 San Pedro Apóstol               | Túquerres                                     |
| 2 Espíritu Santo              | 2 San Pío X                       | Túquerres                                     |
| 2 Espíritu Santo              | 3 San Pedro Apóstol               | Corregimiento Yascual - Túquerres             |
| 2 Espíritu Santo              | 4 San Nicolás de Torentino        | Guaitarilla                                   |
| 2 Espíritu Santo              | 5 San Miguel Arcángel             | Ospina                                        |
| 2 Espíritu Santo              | 6 Santiago Apóstol                | Piedrancha - Mallama                          |
| 2 Espíritu Santo              | 7 San Joaquín y Santa Ana         | Corregimiento Santa Ana - Túquerres           |
| 2 Espíritu Santo              | 8 San Juan Bautista               | Sapuyes                                       |
| 2 Espíritu Santo              | 9 Señor de Las Misericordias      | Corregimiento Santander - Túquerres           |
| 2 Espíritu Santo              | 10 Santiago Apóstol               | Imués                                         |
| 2 Espíritu Santo              | 11 San Pablo Apóstol              | Ricaurte                                      |
| 2 Espíritu Santo              | 12 Jesús del Gran Poder           | Corregimiento El Pedregal - Imués             |
|                               |                                   |                                               |
| 3 San José                    | 1 San Juan Bautista               | Pupiales                                      |
| 3 San José                    | 2 San Juan Bautista               | Iles                                          |
| 3 San José                    | 3 Nuestra Señora del Rosario      | Gualmatán                                     |
| 3 San José                    | 4 Inmaculada Concepción           | Contadero                                     |
| 3 San José                    | 5 San Bartolomé                   | Córdoba                                       |
| 3 San José                    | 6 San José Obrero                 | Corregimiento José María Hernández - Pupiales |
| 3 San José                    | 7 San José                        | Corregimiento La Victoria - Ipiales           |
| 3 San José                    | 8 San Pedro Apóstol               | Potosí                                        |
| 3 San José                    | 9 Nuestra Señora de La Natividad  | Puerres                                       |
| 3 San José                    | 10 San Juan Bautista              | Corregimiento San Juan - Ipiales              |
|                               |                                   |                                               |
| 4 San Juan María Vianney      | 1 San Pedro Apóstol               | Cumbal                                        |
| 4 San Juan María Vianney      | 2 San Juan Bautista               | Guachucal                                     |
| 4 San Juan María Vianney      | 3 Nuestra Señora del Pilar        | Aldana                                        |
| 4 San Juan María Vianney      | 4 Inmaculada Concepción           | Carlosama - Cuaspud                           |
| 4 San Juan María Vianney      | 5 San Diego                       | Corregimiento Muellamués - Guachucal          |
| 4 San Juan María Vianney      | 6 Medalla Milagros                | Corregimiento Chiles - Cumbal                 |
|                               |                                   |                                               |
| 5 San Juan Bautista           | 1 San Nicolás de Bari             | Samaniego                                     |
| 5 San Juan Bautista           | 2 San Pedro Apóstol               | Ancuya                                        |
| 5 San Juan Bautista           | 3 Nuestra Señora de La Visitación | Corregimiento Tabiles - Linares               |
| 5 San Juan Bautista           | 4 San Juan Bautista               | Guachavés - Santacruz                         |
| 5 San Juan Bautista           | 5 San Pedro Apóstol               | Cumbitara                                     |
| 5 San Juan Bautista           | 6 San Juan Bosco                  | La Llanada                                    |
| 5 San Juan Bautista           | 7 Nuestra Señora del Rosario      | Linares                                       |
| 5 San Juan Bautista           | 8 Santísima Trinidad              | Providencia                                   |
| 5 San Juan Bautista           | 9 San Juan Bautista               | Sotomayor - Los Andes                         |

## Historia
La diócesis fue erigida el 23 de septiembre de 1964 mediante la bula Cunctis in orbe del papa Pablo VI, obteniendo el territorio de la diócesis de Pasto y de los vicariatos apostólicos de Tumaco y Sibundoy (hoy ambos diócesis). Contaba con 38 parroquias.
El 31 de diciembre de 1964 se nombró como primer obispo a Miguel Ángel Arce Vivas, quien tomó posesión canónica el 28 de enero de 1965. En su corto periodo de gobierno, solicitó que Nuestra Señora de Las Lajas fuera la patrona de esta nueva circunscripción. El 26 de abril de 1965, con la carta apostólica Tutela caelestis, el papa Pablo VI proclamó a la Santísima Virgen María, conocida con el título de Nuestra Señora del Rosario de las Lajas, como patrona principal de la diócesis.
El 10 de abril de 1965 Arce Vivas fue nombrado arzobispo de Popayán. Para sucederle fue preconizado el 24 de julio de 1965 como obispo Alonso Arteaga Yépez hasta ese momento obispo auxiliar de Popayán. Tomó posesión de la diócesis el 8 de septiembre de 1965 y se enfocó en la tarea de organizar la circunscripción. Veinte años estuvo al frente de la misma hasta el 25 de octubre de 1985, siendo el obispado de mayor duración, cuando fue nombrado obispo de la diócesis de El Espinal.
En esa misma fecha se nombró como tercer obispo de Ipiales a Ramón Mantilla Duarte, quien tomó posesión el 17 de enero de 1986. Su administración fue muy corta, pues el 16 de enero de 1987 la Santa Sede aceptó su renuncia al gobierno pastoral debido a sus quebrantos de salud, fue el primer "obispo emérito de Ipiales", luego falleció el 16 de marzo de 2009.
El papa Juan Pablo II nombró en esa misma fecha, como cuarto obispo a Gustavo Martínez Frías, hasta ese entonces vicario general de la diócesis de Socorro-San Gil. Gobernó hasta el 18 de marzo de 1999 cuando fue nombrado arzobispo de Nueva Pamplona, entre sus logros se destaca el iniciar la tarea de la Nueva Evangelización, de la cual el papa designó como prioridad: una Vigorosa llamada para que asumamos con responsabilidad la misión de difundir la luz de Cristo. Su obispado es el tercero más largo de la diócesis, estando 12 años al frente de la labor pastoral.
Para suceder a Martínez Fría, fue nombrado como quinto obispo Arturo de Jesús Correa Toro, primer obispo del siglo XXI y el 2.º obispado más largo desde el período 1965-1985 de Arteaga Yépez, fue encargado de consolidar pastoralmente a la diócesis, como también el del Jubileo del nuevo milenio (2000), así como el del Jubileo de la diócesis en sus 50 años (2014), se resalta el mayor logro de su labor que es culminar la llamada Nueva Evangelización. Fue nombrado obispo de Ipiales el 29 de enero de 2000, ordenado el 20 de marzo de 2000, hasta que dimitió, por razones de salud y protocolarias ante el papa Francisco, el 29 de abril de 2016, cargo en el que permaneció en el año 2017, estando más de 18 años hasta su retiro oficial como obispo emérito de Ipiales, quien luego falleció el 26 de mayo de 2021 a la edad de 80 años.
Como sucesor de Correa Toro, el papa Francisco nombró a José Saúl Grisales Grisales del clero de la diócesis de Sonsón-Rionegro, quien se desempeñó en el cargo de vicario general, como el sexto obispo de Ipiales desde el 3 de febrero de 2018, recibiendo el ordenamiento episcopal el 17 de marzo de 2018, por el nuncio apostólico Ettore Balestrero, en representación del papa, el 14 de abril de 2018 recibió por el arzobispo de Popayán Iván Antonio Marín López en acto de posesión, el pastoreado al que llegó a esta diócesis.

## Estadísticas
Según el Anuario Pontificio 2022 la diócesis tenía a fines de 2021 un total de 596 630 fieles bautizados.
| Año                                                                             | Población            | Población | Población      | Sacerdotes | Sacerdotes    | Sacerdotes    | Bautizados por sacerdote | Diáconos permanentes | Religiosos | Religiosos | Parroquias |
| Año                                                                             | Bautizados católicos | Total     | % de católicos | Total      | Clero secular | Clero regular | Bautizados por sacerdote | Diáconos permanentes | Varones    | Mujeres    | Parroquias |
| ------------------------------------------------------------------------------- | -------------------- | --------- | -------------- | ---------- | ------------- | ------------- | ------------------------ | -------------------- | ---------- | ---------- | ---------- |
| 1966                                                                            | 270 000              | 270 200   | 99.9           | 55         | 47            | 8             | 4909                     |                      | 7          | 90         | 37         |
| 1970                                                                            | 320 000              | ?         | ?              | 59         | 49            | 10            | 5423                     |                      | 12         | 100        | 37         |
| 1976                                                                            | 399 800              | 400 000   | 100.0          | 61         | 52            | 9             | 6554                     |                      | 14         | 70         | 39         |
| 1980                                                                            | 412 000              | 424 000   | 97.2           | 56         | 47            | 9             | 7357                     |                      | 13         | 70         | 41         |
| 1987                                                                            | 403 750              | 425 000   | 95.0           | 56         | 46            | 10            | 7209                     |                      | 21         | 125        | 41         |
| 1994                                                                            | 342 000              | 360 000   | 95.0           | 62         | 52            | 10            | 5516                     |                      | 16         | 120        | 41         |
| 1995                                                                            | 342 000              | 360 000   | 95.0           | 63         | 53            | 10            | 5428                     |                      | 16         | 120        | 41         |
| 2001                                                                            | 449 604              | 495 000   | 90.8           | 78         | 66            | 12            | 5764                     | 1                    | 15         | 108        | 43         |
| 2002                                                                            | 449 604              | 495 000   | 90.8           | 67         | 61            | 6             | 6710                     | 1                    | 9          | 108        | 43         |
| 2003                                                                            | 449 604              | 495 000   | 90.8           | 76         | 71            | 5             | 5915                     | 1                    | 8          | 108        | 43         |
| 2004                                                                            | 481 394              | 530 000   | 90.8           | 73         | 63            | 10            | 6594                     | 1                    | 16         | 135        | 42         |
| 2006                                                                            | 497 000              | 546 000   | 91.0           | 89         | 78            | 11            | 5584                     | 1                    | 19         | 120        | 43         |
| 2013                                                                            | 542 000              | 600 000   | 90.3           | 106        | 98            | 8             | 5113                     |                      | 16         | 70         | 43         |
| 2016                                                                            | 560 288              | 620 969   | 90.2           | 95         | 87            | 8             | 5897                     | 2                    | 16         | 70         | 45         |
| 2019                                                                            | 579 240              | 642 000   | 90.2           | 114        | 106           | 8             | 5081                     | 1                    | 16         | 70         | 47         |
| 2021                                                                            | 596 630              | 661 230   | 90.2           | 112        | 103           | 9             | 5327                     | 1                    | 17         | 71         | 47         |
| Fuente: Catholic-Hierarchy, que a su vez toma los datos del Anuario Pontificio. |                      |           |                |            |               |               |                          |                      |            |            |            |

## Episcopologio

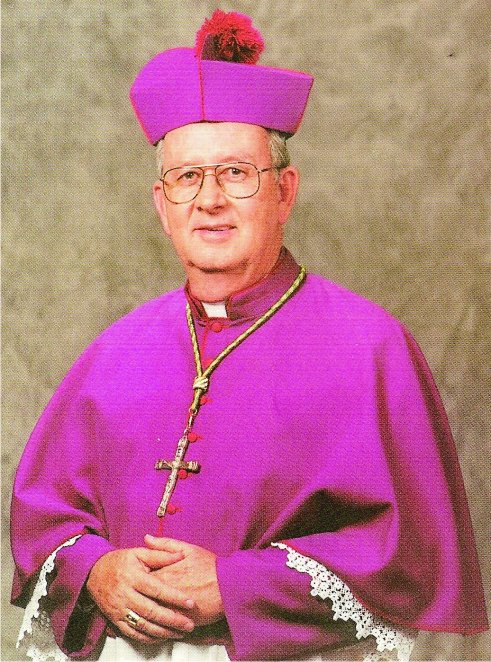
Arturo de Jesús Correa Toro, fue obispo de Ipiales

- Miguel Ángel Arce Vivas † (31 de octubre de 1964-7 de abril de 1965 nombrado arzobispo de Popayán)
- Alonso Arteaga Yepes † (24 de julio de 1965-25 de octubre de 1985 nombrado obispo de Espinal)
- Ramón Mantilla Duarte, C.SS.R. † (25 de octubre de 1985-16 de enero de 1987 renunció)
- Gustavo Martínez Frías † (16 de enero de 1987-18 de marzo de 1999 nombrado arzobispo de Nueva Pamplona)
- Arturo de Jesús Correa Toro † (29 de enero de 2000-3 de febrero de 2018 retirado)
- José Saúl Grisales Grisales, desde el 3 de febrero de 2018